# Кариев, Асан Касенканович
Асан Касенканович Кариев (10 октября 1967 — дата смерти неизвестна) — советский и казахстанский футболист.
Первым профессиональным клубам для Кариева становиться Экибастузец. Через год он переходит в главную команду республики алматинский Кайрат, но не сыграет ни разу за основную команду. В 1989 году переходит в целиноградский «Целинник», где становиться лучшим бомбардиром клуба и вместе с командой завоёвывает бронзовые медали Второй Лиги СССР. В следующем году переходит в Кайрат, который к тому времени в Первой лиги СССР.
После смерти ФК «Кайрат» организовывал футбольный турнир среди юношей в честь памяти Асана Кариева.